# Праздники Кот-д’Ивуара
Это список государственных праздников в Кот-д'Ивуаре.

## Праздничные дни
| Дата                            | Название               | Описание                                  |
| ------------------------------- | ---------------------- | ----------------------------------------- |
| 1 января                        | Новый год              |                                           |
| Понедельник после пасхи         | Светлый понедельник    |                                           |
| 1 мая                           | День Труда             |                                           |
| Сорок дней после Пасхи          | Вознесеньев день       | Вознесение Иисуса на Небеса               |
| Понедельник после Пятидесятницы | Духов день             |                                           |
| 7 августа                       | День независимости     | От Франции, 1960 год                      |
| 15 августа                      | Вознесение Девы Марии  | Праздник Вознесения Девы Марии на Небеса  |
| 1 ноября                        | День всех святых       |                                           |
| 15 ноября                       | Национальный день мира | Создан в 1996 году.                       |
| 25 декабря                      | Рождество Христово     | Рождение Иисуса                           |
| 12 Раби аль-авваль              | Мавлид                 | День рождения пророка Мухаммеда           |
| 27 Рамадан                      | Ночь аль-Кадр          | Откровение Корана                         |
| 1 Шавваль                       | Ураза-байрам           | Нарушение поста в Рамадан                 |
| 10 Зу-ль-хиджа                  | Курбан-байрам          | Праздник жертвоприношения пророка Авраама |

## Переменные даты
- 2020
  - Светлый понедельник — 13 апреля
  - Ночь аль-Кадр (Откровение Корана) — 20 мая[2]
  - Вознесеньев день — 21 мая
  - Ураза-байрам (Нарушение поста в Рамадан) — 24 мая[3]
  - Духов день — 1 июня[4]
  - Курбан-байрам (Праздник жертвоприношения) — начинается 31 июля[5]
  - Мавлид (День рождения пророка) — начинается с заходом солнца 28 октября[6]
- 2021
  - Светлый понедельник — 5 апреля
  - Ночь аль-Кадр (Откровение Корана) — 9 мая[2]
  - Вознесеньев день — 13 мая[7]
  - Ураза-байрам (Нарушение поста в Рамадан) — 13 мая[3]
  - Духов день — 29 мая[4]
  - Курбан-байрам (Праздник жертвоприношения) — начинается 20 июля[5]
  - Мавлид (День рождения пророка) — начинается с заходом солнца 18 октября[6]
- 2022
  - Светлый понедельник — 18 апреля
  - Ночь аль-Кадр (Откровение Корана) — 29 апреля[2]
  - Ураза-байрам (Нарушение поста в Рамадан) — 2 мая[3]
  - Духов день — 6 июня[4]
  - Курбан-байрам (Праздник жертвоприношения) — начинается 9 июля[5]
  - Мавлид (День рождения пророка) — начинается с заходом солнца 7 октября[6]
- 2023
  - Светлый понедельник — 10 апреля
  - Ночь аль-Кадр (Откровение Корана) — 17 апреля[2]
  - Ураза-байрам (Нарушение поста в Рамадан) — 21 апреля[3]
  - Духов день — 29 мая[4]
  - Курбан-байрам (Праздник жертвоприношения) — начинается 28 июня[5]
  - Мавлид (День рождения пророка) — начинается с заходом солнца 26 сентября[6]
- 2024
  - Светлый понедельник — 1 апреля
  - Ночь аль-Кадр (Откровение Корана) — 6 апреля[2]
  - Ураза-байрам (Нарушение поста в Рамадан) — 10 апреля[3]
  - Духов день — 20 мая[4]
  - Курбан-байрам (Праздник жертвоприношения) — начинается 16 июня[5]
- 2025
  - Светлый понедельник — 21 апреля
- 2026
  - Светлый понедельник — 6 апреля
- 2027
  - Светлый понедельник — 29 апреля
- 2028
  - Светлый понедельник — 17 апреля
- 2029
  - Светлый понедельник — 1 апреля